# Г̄
Г̄ г̄（帶長音符號的Ge；斜體：Г̄ г̄）是一個西里爾字母。
這個字母用於1887年的卡累利阿語，所對應的音值是濁軟顎塞音 /ɡ/。